# Let Go
Let Go (engl.: „Lass los“) ist das erste Studioalbum der kanadischen Rock-Sängerin Avril Lavigne und wurde am 4. Juni 2002 in den USA veröffentlicht. In Deutschland erschien das Album am 9. September 2002.

## Hintergrund
Wegen Differenzen mit der Plattenfirma Arista Records zog Avril Lavigne von New York nach Los Angeles. Dort traf sie den Produzenten Clif Magness, mit dem sie das Album Let Go nach ihren Wünschen fertigstellen konnte. Dabei wurde sie von dem Produzentenkollektiv „The Matrix“ unterstützt, die bereits Lieder für Sheena Easton und Christina Aguilera geschrieben hatten. Lavigne brachte bei allen Liedern persönliche Erfahrungen ein, so zum Beispiel über Probleme mit ihren Eltern, die Schule und ihre erste Liebe.

## Tournee
Um ihr Debütalbum zu vermarkten, startete Lavigne im Januar 2003 ihre erste Welttournee mit dem Namen Try to Shut Me Up Tour. Die Setlist bestand neben den Songs des Albums auch aus Coverversionen anderer bekannter Lieder, z. B. Knockin' on Heaven’s Door von Bob Dylan oder Basket Case der Band Green Day. Im Verlauf der Tour wurde die DVD My World erstellt. Die Tour endete im Juni 2003 nach 57 gespielten Konzerten.

## Titelliste
| Nr. | Titel                 | Autor(en)                             | Produzent(en)                | Länge |
| --- | --------------------- | ------------------------------------- | ---------------------------- | ----- |
| 1.  | Losing Grip           | Avril Lavigne, Clif Magness           | Clif Magness                 | 3:53  |
| 2.  | Complicated           | Lavigne, The Matrix                   | The Matrix                   | 4:05  |
| 3.  | Sk8er Boi             | Lavigne, The Matrix                   | The Matrix                   | 3:23  |
| 4.  | I’m with You          | Lavigne, The Matrix                   | The Matrix                   | 3:44  |
| 5.  | Mobile                | Lavigne, Magness                      | Magness                      | 3:31  |
| 6.  | Unwanted              | Lavigne, Magness                      | Magness                      | 3:40  |
| 7.  | Tomorrow              | Lavigne, Curtis Frasca, Sabelle Breer | Curtis Frasca, Sabelle Breer | 3:48  |
| 8.  | Anything but Ordinary | Lavigne, The Matrix                   | The Matrix                   | 4:12  |
| 9.  | Things I’ll Never Say | Lavigne, The Matrix                   | The Matrix                   | 3:43  |
| 10. | My World              | Lavigne, Magness                      | Magness                      | 3:27  |
| 11. | Nobody’s Fool         | Lavigne, Peter Zizzo                  | Peter Zizzo                  | 3:57  |
| 12. | Too Much to Ask       | Lavigne, Magness                      | Magness                      | 3:45  |
| 13. | Naked                 | Lavigne, Frasca, Breer                | Magness, Frasca, Breer       | 3:29  |

In mehreren europäischen Ländern wurde eine 4:27 lange Version von Naked mit einem Instrumentalteil veröffentlicht.

## Kommerzieller Erfolg
2002 wurde das Album für einen Grammy in der Kategorie Best Pop Vocal Album nominiert.

### Chartplatzierungen
Insgesamt blieb das Album 13 Wochen in den Top 10 der deutschen Albumcharts, 51 Wochen hielt es sich unter den besten 100 Alben. Höchste Platzierung war dabei Platz 2. Mit dem Folgealbum Under My Skin konnte sie diesen Erfolg noch toppen.
| ChartsChartplatzierungen       | Höchstplatzierung | Wochen |
| ------------------------------ | ----------------- | ------ |
| Deutschland (GfK)              | 2 (52 Wo.)        | 52     |
| Frankreich (SNEP)              | 13 (85 Wo.)       | 85     |
| Kanada (MC)                    | 1 (55 Wo.)        | 55     |
| Österreich (Ö3)                | 2 (49 Wo.)        | 49     |
| Schweiz (IFPI)                 | 2 (61 Wo.)        | 61     |
| Vereinigtes Königreich (OCC)   | 1 (81 Wo.)        | 81     |
| Vereinigte Staaten (Billboard) | 2 (98 Wo.)        | 98     |

| ChartsJahrescharts (2002)      | Platzierung |
| ------------------------------ | ----------- |
| Deutschland (GfK)              | 30          |
| Frankreich (SNEP)              | 80          |
| Kanada (MC)                    | 4           |
| Österreich (Ö3)                | 26          |
| Schweiz (IFPI)                 | 18          |
| Vereinigte Staaten (Billboard) | 14          |
| Vereinigtes Königreich (OCC)   | 16          |

| ChartsJahrescharts (2003)      | Platzierung |
| ------------------------------ | ----------- |
| Deutschland (GfK)              | 20          |
| Frankreich (SNEP)              | 38          |
| Österreich (Ö3)                | 34          |
| Schweiz (IFPI)                 | 35          |
| Vereinigte Staaten (Billboard) | 5           |
| Vereinigtes Königreich (OCC)   | 11          |

| ChartsJahrescharts (2000–2009) | Platzierung |
| ------------------------------ | ----------- |
| Vereinigte Staaten (Billboard) | 21          |

### Auszeichnungen für Musikverkäufe
Das Album entwickelte sich zu einem weltweiten Überraschungserfolg und wurde bis heute über 20 Millionen Mal verkauft, wovon über 13,3 Millionen durch Schallplattenauszeichnungen belegt sind.
Das Album erreichte siebenmal Platin in den USA, sieben Mal in Australien. Eine Diamant-Auszeichnung erhielt Avril Lavigne in ihrer Heimat Kanada für den Verkauf von über eine Million Einheiten. In Deutschland erhielt Let Go im Jahr 2004 Dreifach-Gold.
| Land/Region                  | Auszeichnungen für Musikverkäufe (Land/Region, Auszeichnung, Verkäufe) | Verkäufe    |
| ---------------------------- | ---------------------------------------------------------------------- | ----------- |
| Argentinien (CAPIF)          | 3× Platin                                                              | 120.000     |
| Australien (ARIA)            | 7× Platin                                                              | 490.000     |
| Belgien (BRMA)               | Gold                                                                   | 25.000      |
| Brasilien (PMB)              | 2× Platin                                                              | 250.000     |
| Dänemark (IFPI)              | 3× Platin                                                              | 60.000      |
| Deutschland (BVMI)           | 3× Gold                                                                | 450.000     |
| Europa (IFPI)                | 2× Platin                                                              | (2.000.000) |
| Finnland (IFPI)              | Gold                                                                   | 16.256      |
| Frankreich (SNEP)            | Platin                                                                 | 300.000     |
| Griechenland (IFPI)          | Gold                                                                   | 10.000      |
| Italien (FIMI)               | Gold                                                                   | 25.000      |
| Japan (RIAJ)                 | Diamant                                                                | 1.000.000   |
| Kanada (MC)                  | Diamant                                                                | 1.000.000   |
| Neuseeland (RMNZ)            | 5× Platin                                                              | 75.000      |
| Niederlande (NVPI)           | Platin                                                                 | 80.000      |
| Norwegen (IFPI)              | Platin                                                                 | 30.000      |
| Österreich (IFPI)            | Platin                                                                 | 40.000      |
| Polen (ZPAV)                 | Gold                                                                   | 10.000      |
| Portugal (AFP)               | Gold                                                                   | 20.000      |
| Schweden (IFPI)              | Platin                                                                 | 60.000      |
| Schweiz (IFPI)               | 2× Platin                                                              | 80.000      |
| Singapur (RIAS)              | Gold                                                                   | 5.000       |
| Spanien (Promusicae)         | Platin                                                                 | 100.000     |
| Taiwan (RIT)                 | 5× Platin                                                              | 150.000     |
| Ungarn (MAHASZ)              | Gold                                                                   | 15.000      |
| Vereinigte Staaten (RIAA)    | 7× Platin                                                              | 7.000.000   |
| Vereinigtes Königreich (BPI) | 6× Platin                                                              | 1.820.000   |
| Insgesamt                    | 9× Gold · 49× Platin · 2× Diamant ·                                    | 13.231.256  |

Hauptartikel: Avril Lavigne/Auszeichnungen für Musikverkäufe

## Singleauskopplungen
Der Song Complicated wurde in den Kategorien Song of The Year und Best Female Pop Vocal Performance nominiert. Der Song Skater Boi wurde in der Kategorie Best Female Rock Vocal Performance nominiert. Im Jahr 2003 wurde der Song I’m With You in der Kategorie Song of The Year und Best Female Pop Vocal Performance nominiert. Der Song Losing Grip wurde in der Kategorie Best Female Rock Vocal Performance nominiert.
| Jahr | Titel        | Höchstplatzierung, Gesamtwochen, AuszeichnungChartplatzierungen (Jahr, Titel, , Platzierungen, Wochen, Auszeichnungen, Anmerkungen) | Höchstplatzierung, Gesamtwochen, AuszeichnungChartplatzierungen (Jahr, Titel, , Platzierungen, Wochen, Auszeichnungen, Anmerkungen) | Höchstplatzierung, Gesamtwochen, AuszeichnungChartplatzierungen (Jahr, Titel, , Platzierungen, Wochen, Auszeichnungen, Anmerkungen) | Höchstplatzierung, Gesamtwochen, AuszeichnungChartplatzierungen (Jahr, Titel, , Platzierungen, Wochen, Auszeichnungen, Anmerkungen) | Höchstplatzierung, Gesamtwochen, AuszeichnungChartplatzierungen (Jahr, Titel, , Platzierungen, Wochen, Auszeichnungen, Anmerkungen) | Höchstplatzierung, Gesamtwochen, AuszeichnungChartplatzierungen (Jahr, Titel, , Platzierungen, Wochen, Auszeichnungen, Anmerkungen) | Höchstplatzierung, Gesamtwochen, AuszeichnungChartplatzierungen (Jahr, Titel, , Platzierungen, Wochen, Auszeichnungen, Anmerkungen) | Anmerkungen                                                   |
| Jahr | Titel        | DE | AT | CH | UK | US | FR | CA | Anmerkungen                                                   |
| ---- | ------------ | --- | --- | --- | --- | --- | --- | --- | ------------------------------------------------------------- |
| 2002 | Complicated  | DE3 (17 Wo.)DE | AT2 (21 Wo.)AT | CH2 (29 Wo.)CH | UK3 (15 Wo.)UK | US2 (31 Wo.)US | FR21 (27 Wo.)FR | CA21 (2 Wo.)CA | Erstveröffentlichung: 10. Juli 2002 Verkäufe: + 4.950.000     |
| 2002 | Sk8er Boi    | DE18 (10 Wo.)DE | AT7 (17 Wo.)AT | CH17 (19 Wo.)CH | UK8 (10 Wo.)UK | US10 (20 Wo.)US | FR28 (15 Wo.)FR | CA29 (1 Wo.)CA | Erstveröffentlichung: 21. Oktober 2002 Verkäufe: + 2.990.000  |
| 2002 | I’m with You | DE13 (11 Wo.)DE | AT13 (14 Wo.)AT | CH12 (19 Wo.)CH | UK7 (13 Wo.)UK | US4 (27 Wo.)US | FR34 (17 Wo.)FR | CA18 (7 Wo.)CA | Erstveröffentlichung: 19. November 2002 Verkäufe: + 1.405.000 |
| 2003 | Losing Grip  | DE43 (7 Wo.)DE | AT40 (8 Wo.)AT | CH49 (6 Wo.)CH | UK22 (7 Wo.)UK | US64 (6 Wo.)US | — | — | Erstveröffentlichung: 1. April 2003                           |